# Oaks Club Challenger
L'Oaks Club Challenger è un torneo professionistico di tennis giocato su campi in terra verde. Fa parte dell'ITF Women's Circuit. Si gioca annualmente a Osprey (Florida) negli Stati Uniti.

## Albo d'oro

### Singolare
| Anno | Campionessa               | Finalista               | Punteggio     |
| ---- | ------------------------- | ----------------------- | ------------- |
| 2011 | Claire de Gubernatis      | Caroline Garcia         | 6-4, 6-4      |
| 2012 | Arantxa Rus               | Sesil Karatančeva       | 6–4, 6–1      |
| 2013 | Mariana Duque Mariño      | Estrella Cabeza Candela | 7–6(7–2), 6–1 |
| 2014 | Anna Karolína Schmiedlová | Marina Eraković         | 6–2, 6–3      |

### Doppio
| Anno | Campionesse                           | Finaliste                               | Punteggio             |
| ---- | ------------------------------------- | --------------------------------------- | --------------------- |
| 2011 | Stéphanie Foretz Gacon Alexa Glatch   | María Irigoyen Erika Sema               | 4-6, 7-5, [10-7]      |
| 2012 | Lindsay Lee-Waters Megan Moulton-Levy | Aleksandra Panova Lesja Curenko         | 2–6, 6–4, [10–7]      |
| 2013 | Raquel Kops-Jones Abigail Spears      | Verónica Cepede Royg Inés Ferrer Suárez | 6–1, 6–3              |
| 2014 | Rika Fujiwara Hsieh Shu-ying          | Irina Falconi Eva Hrdinová              | 6–3, 6–7(5–7), [10–4] |